# Geschmacksverstärker
Geschmacksverstärker est un groupe belge de musique bruitiste.

## Histoire
Le groupe se compose de Rob Weytjens (beats, guitare, guitare basse, samples) et Olivier Coumans (voix, samples). L'idée du nom vient lorsqu'ils voient le mot allemand smaakversterker sur un paquet de chips,. Leur premier album Blow Your Cover sort en 2000, suivi de God = Pushin' en 2002.
Le groupe a joué à Pukkelpop, Rock Herk, Eurorock et au Rumor Festival, entre autres. 

## Discographie
- 2000 : Blow Your Cover
- 2002 : God = Pushin'